# Lipa drobnolistna

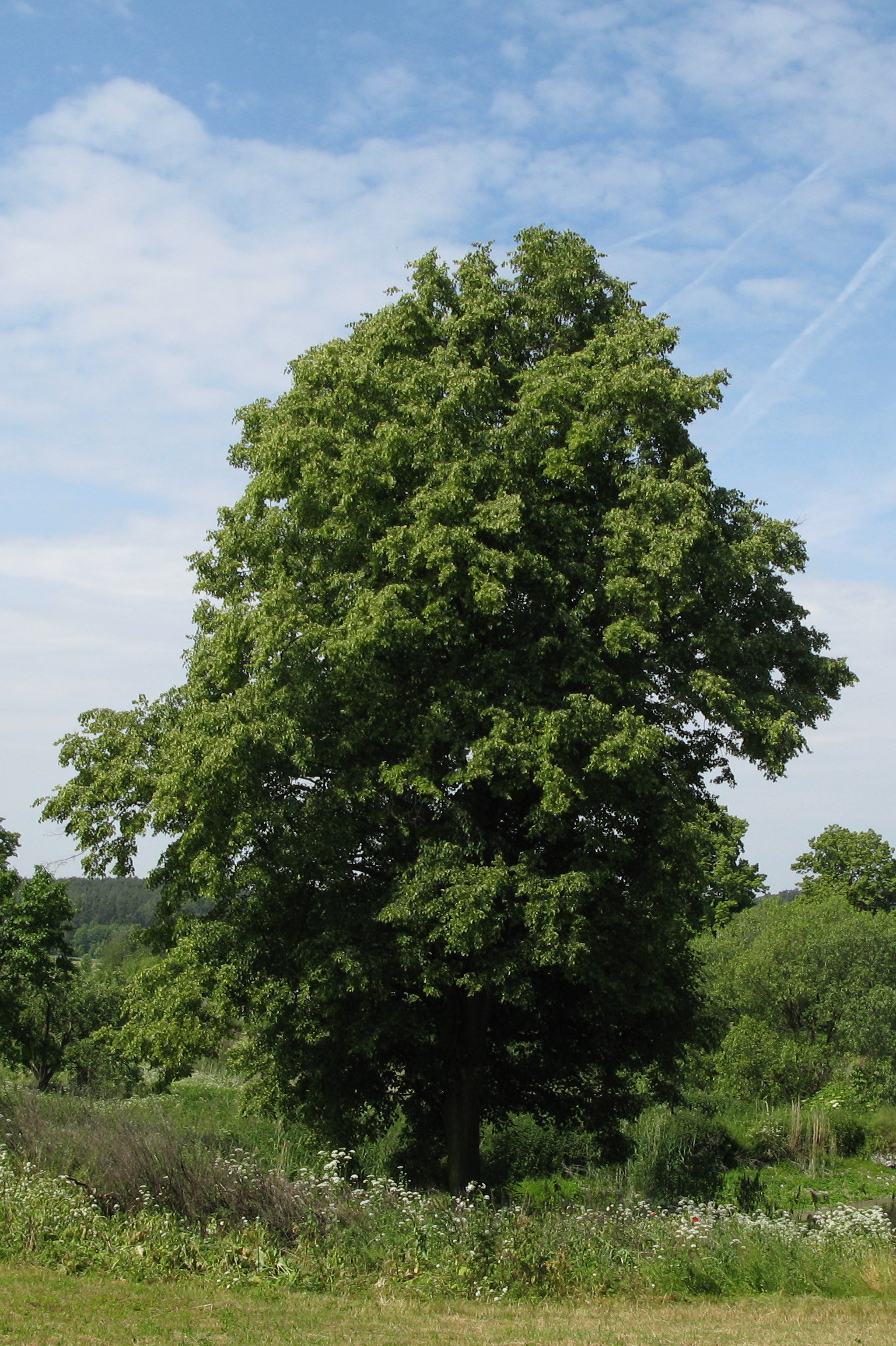
Pokrój

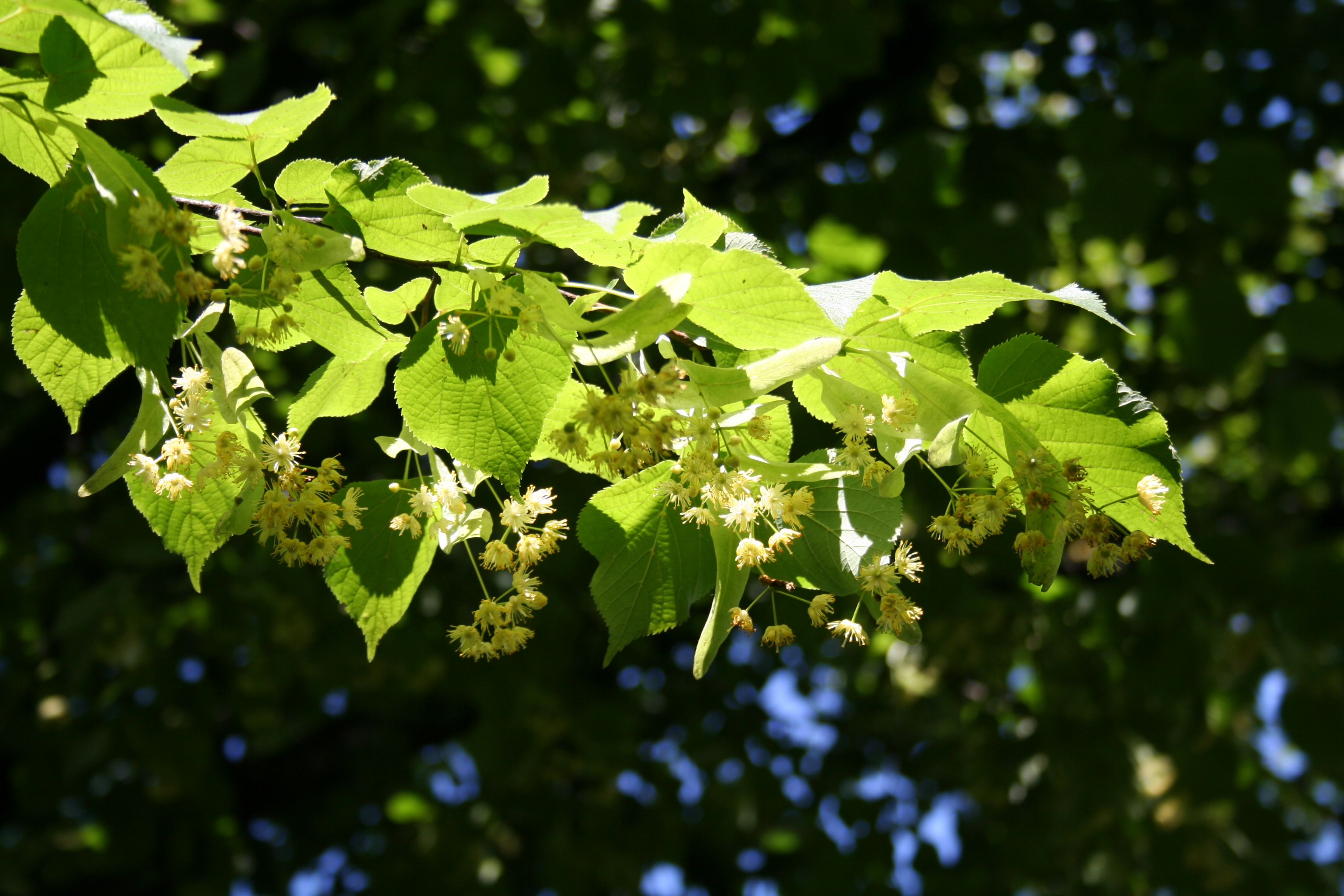
Kwiaty

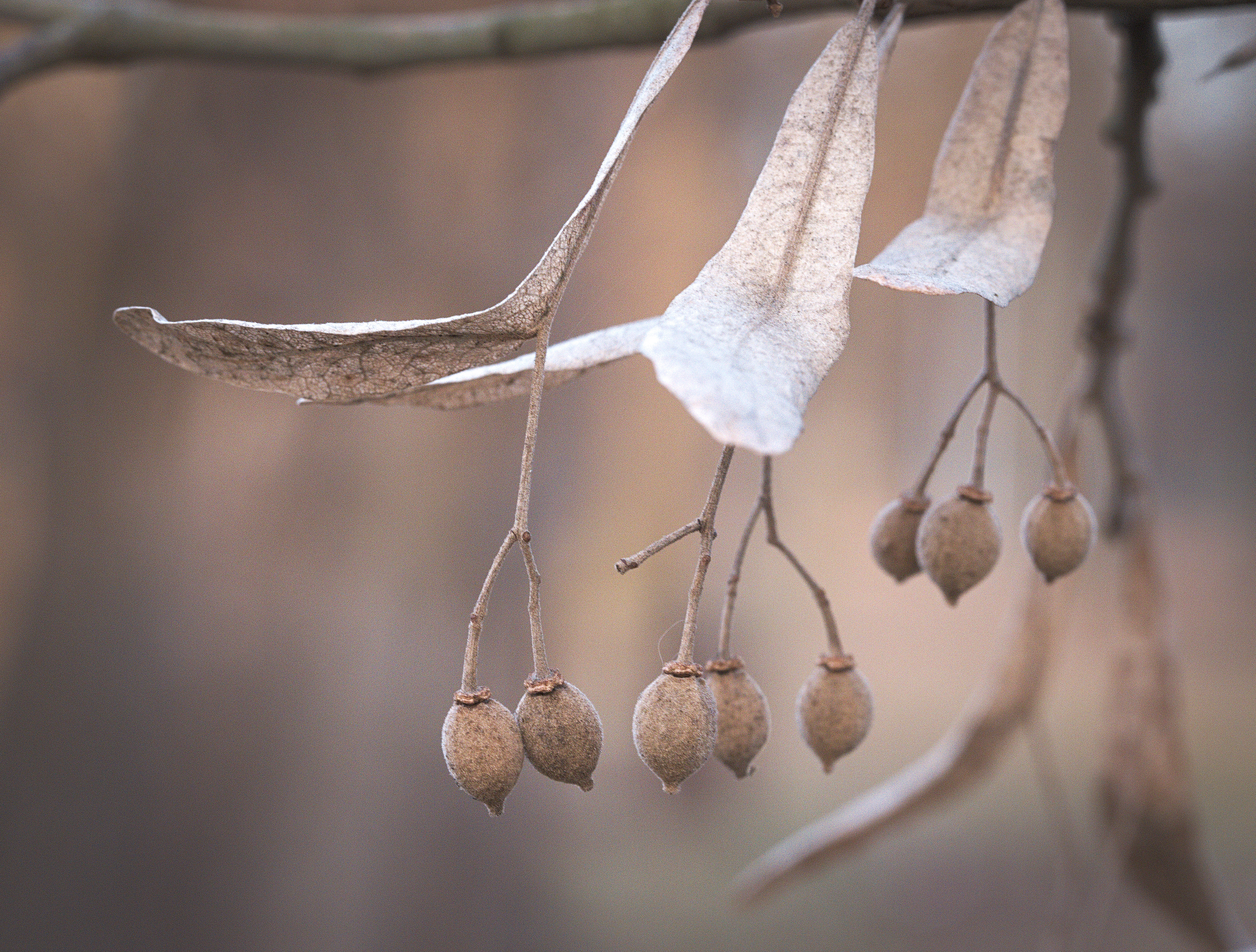
Owoce

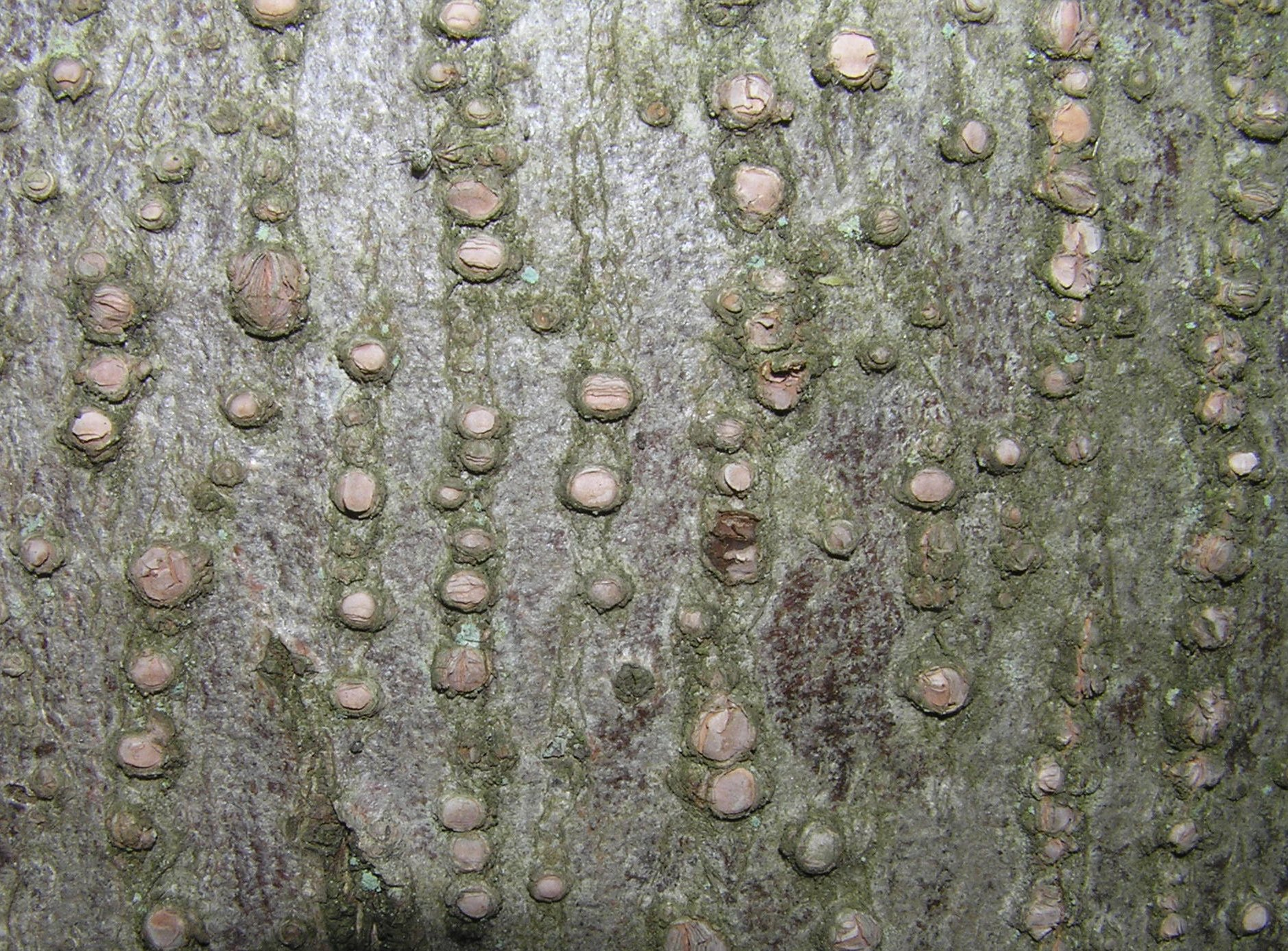
Kora

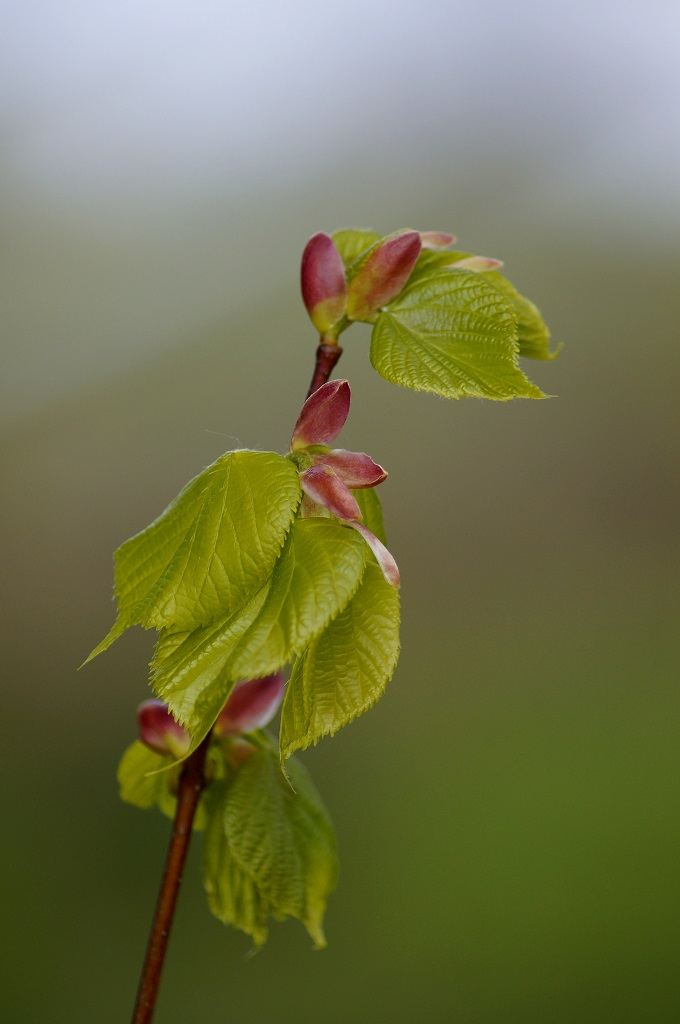
Liście

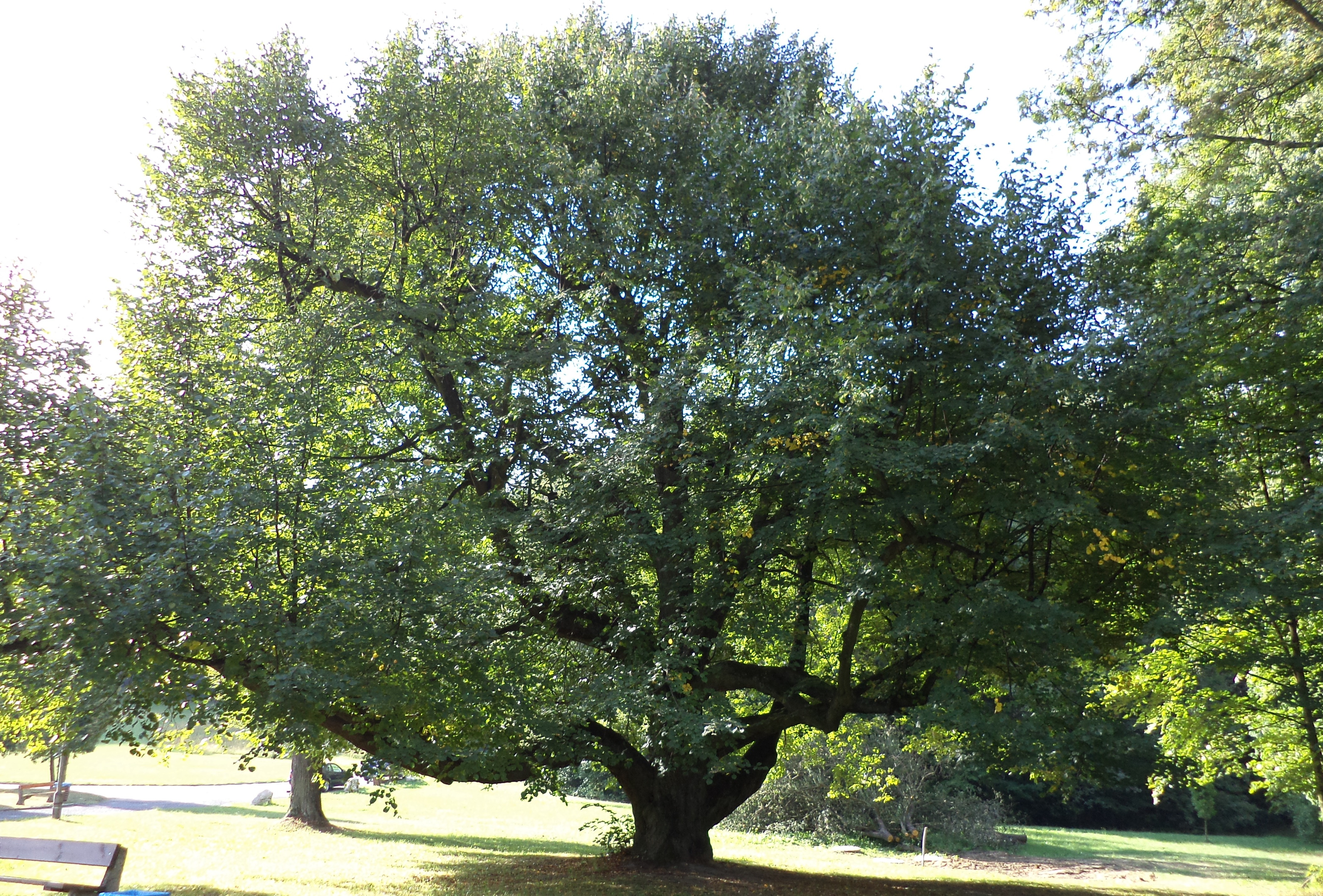
Pomnikowy okaz lipy drobnolistnej w Reptach Śląskich

Lipa drobnolistna (Tilia cordata Mill.) – gatunek drzewa, należący do rodziny ślazowatych (podrodziny lipowych). Pochodzi z Europy i Azji Zachodniej. W Polsce występuje pospolicie na terytorium całego kraju. Występuje w stanie naturalnym, ale jest także bardzo często sadzona przy domach, w parkach i przy drogach jako roślina ozdobna i użyteczna. Status gatunku we florze Polski: gatunek rodzimy lub zadomowiony.

## Morfologia
PokrójDuże drzewo liściaste, osiągające wysokość do 30 m. Korona jest regularna – szerokojajowata lub kulista. Na młodych drzewach gałęzie są pod dużym kątem wzniesione do góry, a ich kora jest gładka i ma szary kolor. Na starych drzewach konary zwisają w dół, a ich kora jest gruba i nieregularna. Cieńsze gałązki są nagie, górą brunatnoczerwone.
LiściePod spodem nagie, tylko w kątach nerwów mają pęczki rudych włosów. Po górnej stronie są żywozielone, dolna ich strona jest jaśniejsza. Blaszki, z regularnie piłkowanym brzegiem, mają okrągłosercowaty kształt i charakterystycznie zakończony wierzchołek. Są szersze niż dłuższe i lekko wcięte u nasady. Ustawione są skrętolegle. Liście mają średnicę 30–70 mm (wyjątkowo do 90 mm) i brzegi lekko zawinięte do góry. Błyszczące, jajowate pąki czerwonobrunatnego koloru okryte są dwiema łuskami. Jesienią liście przyjmują żółty kolor.
KwiatyWyrastają pojedynczo lub pęczkami po 2–12, są wzniesione ponad liście. Mają dość długą szypułkę i w dolnej części podługowatą podsadkę. Całe kwiaty mają jasnożółtą barwę i wydzielają intensywny, przyjemny zapach. Ich pręciki są zbliżone wielkością do płatków korony.
OwoceKuliste, twarde, nagie orzechy, wielkości 6–8 mm ze skrzydełkiem (stanowiącym podsadkę kwiatostanu).

## Biologia i ekologia
Megafanerofit. Kwiaty mają miodniki i zapylane są przez owady. Podczas kwitnienia są odwiedzane przez ogromne ilości pszczół. Okres kwitnienia: koniec czerwca – lipiec. Kwitnie około dwa tygodnie później niż lipa szerokolistna. W stanie naturalnym występuje w lasach, głównie dębowo-grabowych. Często jest nasadzana w parkach, alejach, przy domach i drogach. W zimie nie wymarza, jest dobrze przystosowana do naszego klimatu, jednak duże zanieczyszczenia powietrza szkodzą jej. W klasyfikacji zbiorowisk roślinnych gatunek charakterystyczny dla All. Carpinion i gatunek wyróżniający dla Ass. Aceri-Tilietum.

## Zastosowanie
Roślina lecznicza
- Surowiec zielarski: Kwiatostan lipy (Inflorescentia Tiliae) syn. kwiat lipowy (Flos Tiliae). Surowca dostarczają 2 gatunki lip: drobnolistna i szerokolistna. Kwiatostan jest barwy żółtawozielonej, złożony zwykle z 2–7 kwiatów o średnicy do 15 mm z 5 działkami kielicha oraz płatkami korony[9]. Zapach aromatyczny, przyjemny i delikatny, smak słaby śluzowato-słodki. Surowiec zawiera jako główne składniki czynne związki flawonoidowe (około 1%), śluz (około 3%) oraz olejek eteryczny. Dotychczas poznano ponad 20 związków flawonoidowych występujących w kwiatostanie lipy – są to głównie pochodne glikozydowe kwercetyny, kemferolu i akacetyny. Na specjalną uwagę zasługuje tilirozyd. Olejek eteryczny występuje w ilości 0,02–0,05%. W jego skład wchodzi przyjemnie pachnący farnezol (0,3–5%), kilka węglowodorów alifatycznych (do 50%), geraniol, eugenol oraz inne związki. Pewne znaczenie ma również śluz, z którego podczas hydrolizy powstają kwasy uronowe (do 40%), metylopentozy (około 12%) i heksozy (około 50%). Ponadto surowiec zawiera do 2% garbników i leukoantocyjanidyny.
- Działanie: Preparaty wykonane z tego surowca są tradycyjnie używane jako środki napotne w postaci naparów szczególnie w lekkich przeziębieniach. Właściwości napotne oraz przeciwzapalne mogą być związane z zawartością wszystkich wymienionych składników (szczególnie flawonoidów i śluzu). W przypadku choroby przebiegającej z gorączką napary lub odwary z kwiatów lipy łagodnie zwiększają wydzielanie potu i poprawiają nieco transpirację i perspirację skóry. Lipa skutecznie działa napotnie nie tylko po wypiciu naparu, ale także użyta do kąpieli. Działanie to polega częściowo na bezpośrednim pobudzeniu czynności gruczołów potowych, a także, w pewnym stopniu, na zwiększeniu ich wrażliwości na bodźce przekazywane przez nerwy układu współczulnego przewodu pokarmowego i narządów rodnych kobiet. Zmniejszają one nieznacznie napięcie mięśni gładkich, pobudzają w niewielkim stopniu wydzielanie soku żołądkowego, wzmagają przepływ żółci do dwunastnicy, wydalanie moczu, wpływają na konsystencję krwi, obniżają nieznacznie jej lepkość i przeciwdziałają agregacji krwinek czerwonych. Znane są również właściwości lipy jako dobrego środka uspokajającego, który znosi napięcie i nadmierne pobudzenie układu nerwowego.
- Dawkowanie: Napar z kwiatów lipy przygotowuje się zalewając 2 szklankami wrzącej wody 1,5 łyżki surowca i 15 minutowe zaparzanie pod przykryciem. Po kolejnych 10 min należy napar przecedzić. Pić po ½ szklanki 3 razy dziennie po jedzeniu.
- Zbiór i suszenie: Do celów leczniczych kwiatostany lipy (z podsadkami) zbiera się podczas kwitnienia pod koniec czerwca lub w lipcu, w czasie suchej pogody. Zbiór jest przeprowadzany z dziko rosnących lub sadzonych drzew. Obcina się szczyty gałązek, a następnie ręcznie obrywa kwiatostany, które suszy się w miejscu zacienionym i przewiewnym w temperaturze do 40 °C.

Inne zastosowania
- Z drewna wypala się węgiel drzewny stosowany w lecznictwie.
- Jest cenną rośliną miododajną. Miód lipowy ma podobne własności lecznicze jak jej kwiaty.
- Jej miękkie drewno ma zastosowanie w rzeźbiarstwie i jest przydatne na wyroby tokarskie.
- Z jej łyka wytwarza się plecionki i maty.
- Z nasion można otrzymywać bardzo dobry olej jadalny.

## Drzewa okazałe i pomnikowe
Największa lipa drobnolistna w Polsce rosła w miejscowości Cielętniki, gmina Dąbrowa Zielona. Miała ona wysokość 28,6 m i obwód 11,06 m. Najwyższe w Polsce oraz prawdopodobnie w całej Europie lipy drobnolistne rosną w Puszczy Białowieskiej. Najokazalsze z nich osiągają przeszło 37 metrów wysokości, ale ze względu na występowanie w zwartych drzewostanach odznaczają się znacznie mniejszą średnica pnia niż lipa, która rosła w Cielętnikach. W nocy z 5 na 6 października 2017 orkan Ksawery powalił lipę na ziemię. Pozostał tylko niewielki kikut.
Lipa drobnolistna jest drzewem długowiecznym – za najstarszą lipę drobnolistną w Europie uważa się okaz rosnący w miejscowości Oberbayern w Niemczech. Wiek tego drzewa szacowany jest na 1200 lat. Najstarszą lipą tego gatunku w Polsce był prawdopodobnie opisany wyżej okaz z miejscowości Cielętniki liczący około 530 lat.
W Centralnym rejestrze form ochrony przyrody w Polsce znajdują się 3744 lipy drobnolistne objęte ochroną jako pomniki przyrody.	
Przykłady drzew pomnikowych: 
- Lipa przy Drodze Objazdowej
- Lipa z okolic Szczekotowa
- Lipa Reymonta
- Lipa Powstańców
- Lipa Dobrosława

## Rola w kulturze
- Przez Słowian uważana była za drzewo święte. Miała chronić przed piorunami i złymi duchami. Przekonanie to przeniknęło potem do chrześcijaństwa i bardzo często na lipie wieszano figurki Matki Boskiej i budowano kapliczki pod lipami[potrzebny przypis].
- W starożytnej Grecji była uważana za symbol niewinności i czystości[potrzebny przypis].
- Poeci pisali o niej wiersze. Jeden z bardziej znanych to fraszka Jana Kochanowskiego „Na lipę”[13].